# Oritoniscus lagari
Oritoniscus lagari là một loài chân đều trong họ Trichoniscidae. Loài này được Vandel miêu tả khoa học năm 1972.